# Ctenophorus gibba
Ctenophorus gibba är en ödleart som beskrevs av  Houston 1974. Ctenophorus gibba ingår i släktet Ctenophorus och familjen agamer. Inga underarter finns listade i Catalogue of Life.